# Varnsdorf
Varnsdorf (pronunciación en checo: ˈvarnzdorf; en alemán: Warnsdorf) es una localidad en la región de Ústí nad Labem, en el extremo norte de la República Checa, con una población estimada de 16.000 personas, que la convierte en la segunda más grande del distrito de Děčín. Es atravesada por el río Mandava y es rodeada en tres lados por el territorio de Alemania, con un cruce de frontera que la conecta con los pueblos sajones de Seifhennersdorf y Großschönau. Está ubicada a 32 km de Děčín y a 55 km al noroeste de Liberec.

## Historia
El primer registro escrito de Warnsdorf data del siglo XIV. En 1849, se unió con los poblados vecinos para formar el poblado más grande del Imperio austrohúngaro. Recibió la condición de pueblo en 1868. Ese mismo año, llegó a Varnsdorf el primer ferrocarril y comenzó su industrialización, centrada en particular, en la producción textil.
El pueblo fue una de las primeras sedes de la Iglesia católica antigua y conserva una catedral, que actualmente es una atracción turística.
Antes del fin de la Primera Guerra Mundial, Warnsdorf era parte del Imperio austrohúngaro. Tras la guerra, el Tratado de Saint-Germain-en-Laye lo incorporó junto con la región de Bohemia al país recientemente creado de Checoslovaquia.
En 1921, la población ascendía a 20 328 personas, casi todos de lengua alemana. Tenía comunicación por ferrocarril dentro de las redes del Ferrocarril del Norte de Bohemia y del de Sajonia. Albergaba insdustrias textiles diversas, como hilados de algodón y lana, tejidos de yute, y estampados, así como industrias químicas, de correas sin fin, fábricas de cartón, así como fábricas de gas y electricidad.
Luego del fin de la Segunda Guerra Mundial, su población étnica alemana fue expulsada en su mayor parte a Alemania y la transcripción oficial de su nombre fue cambiado del alemán "Warnsdorf" al checo "Varnsdorf".
En torno a 2500 budistas vietnamitas viven en y alrededor de Varnsdorf y la ciudad alberga el primer templo budista de la República Checa.
Varnsdorf también es sede de una de las cervecerías más famosas de la República Checa, Pivovar Kocour Varnsdorf, que produce una serie de cervezas ale, incluyendo la India Pale Ale de estilo americano y un Stout.

## Política

Edificios históricos en Varnsdorf
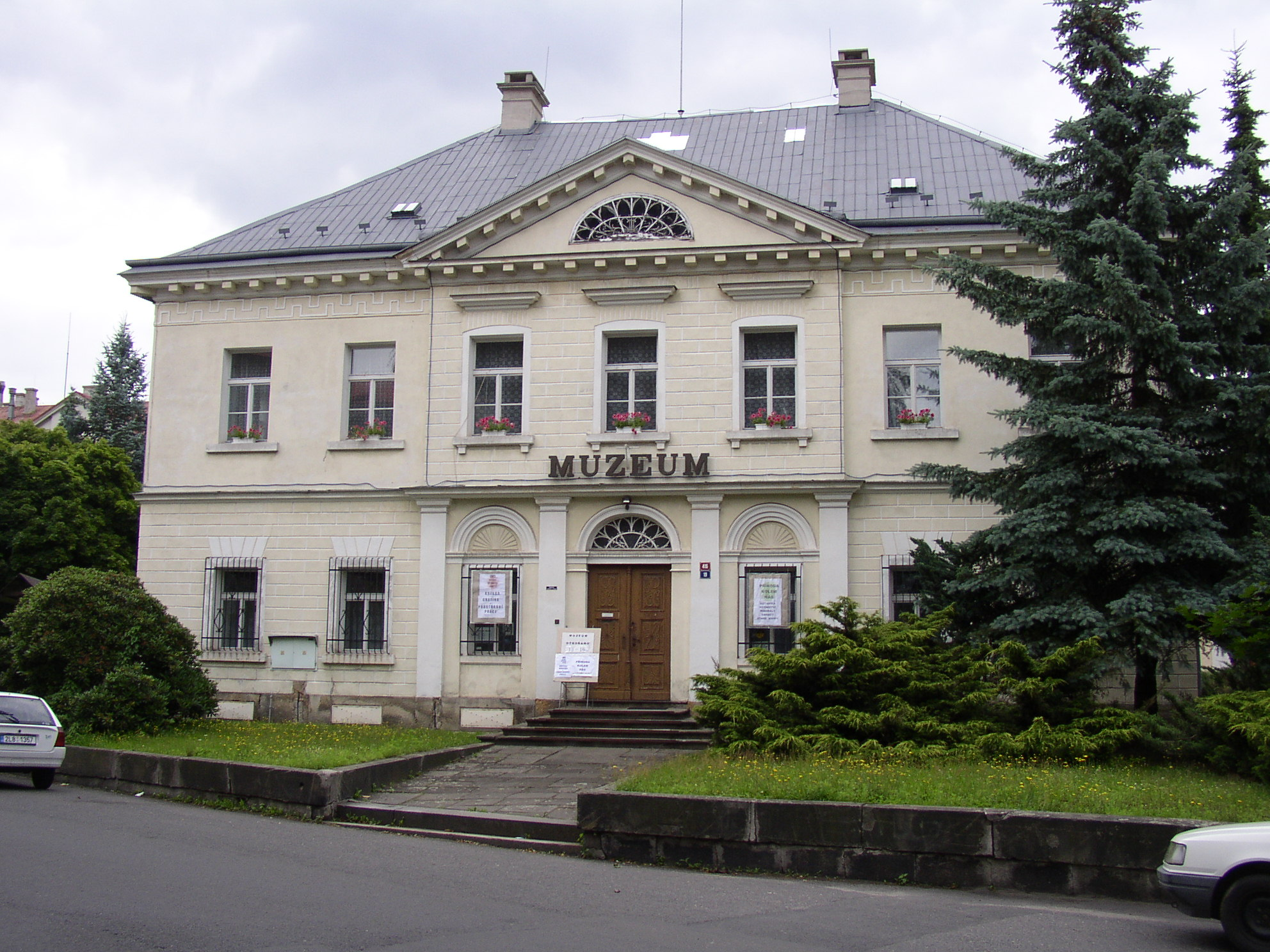
Museo de Varnsdorf
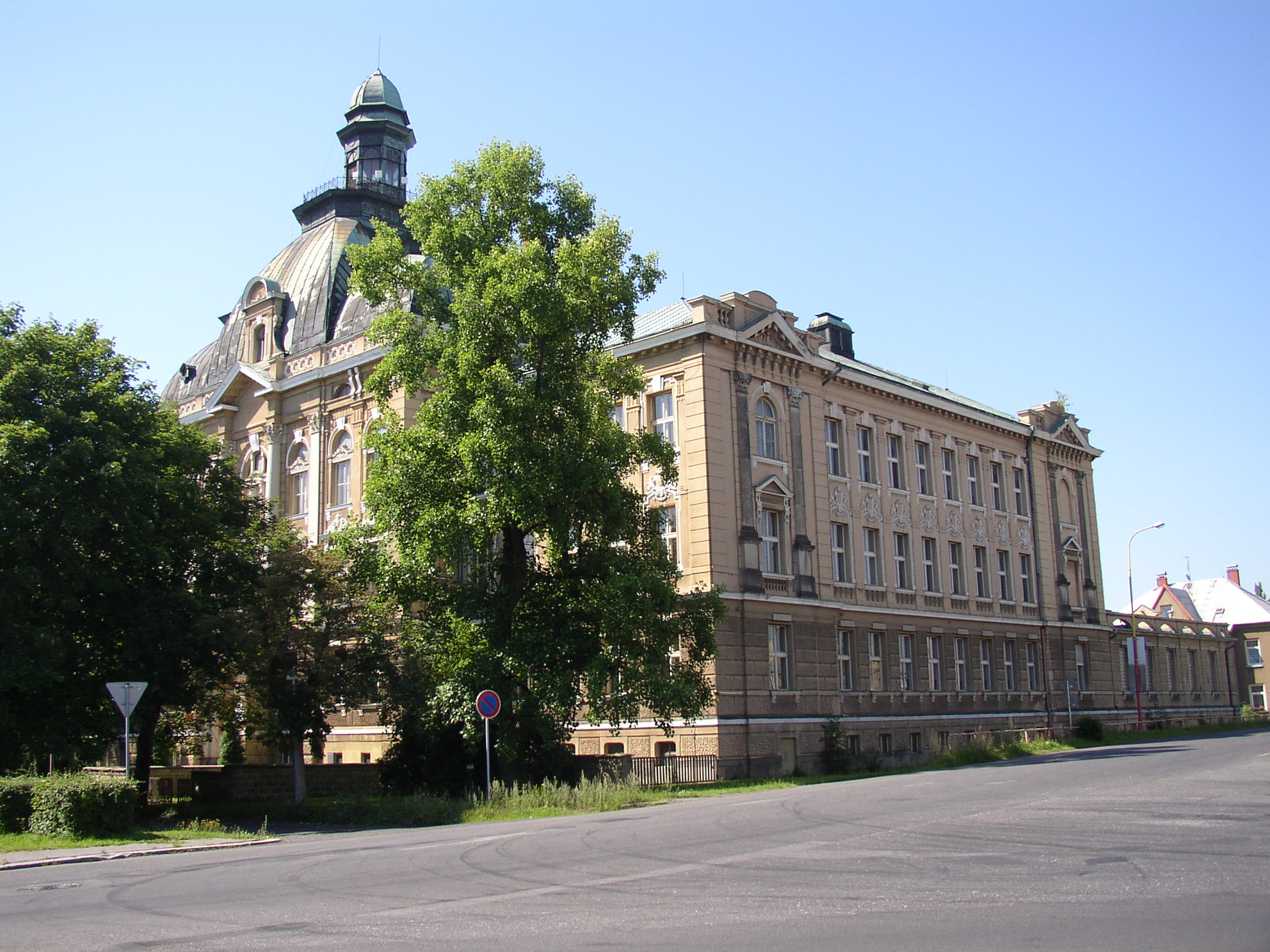
Escuela secundaria episcopal
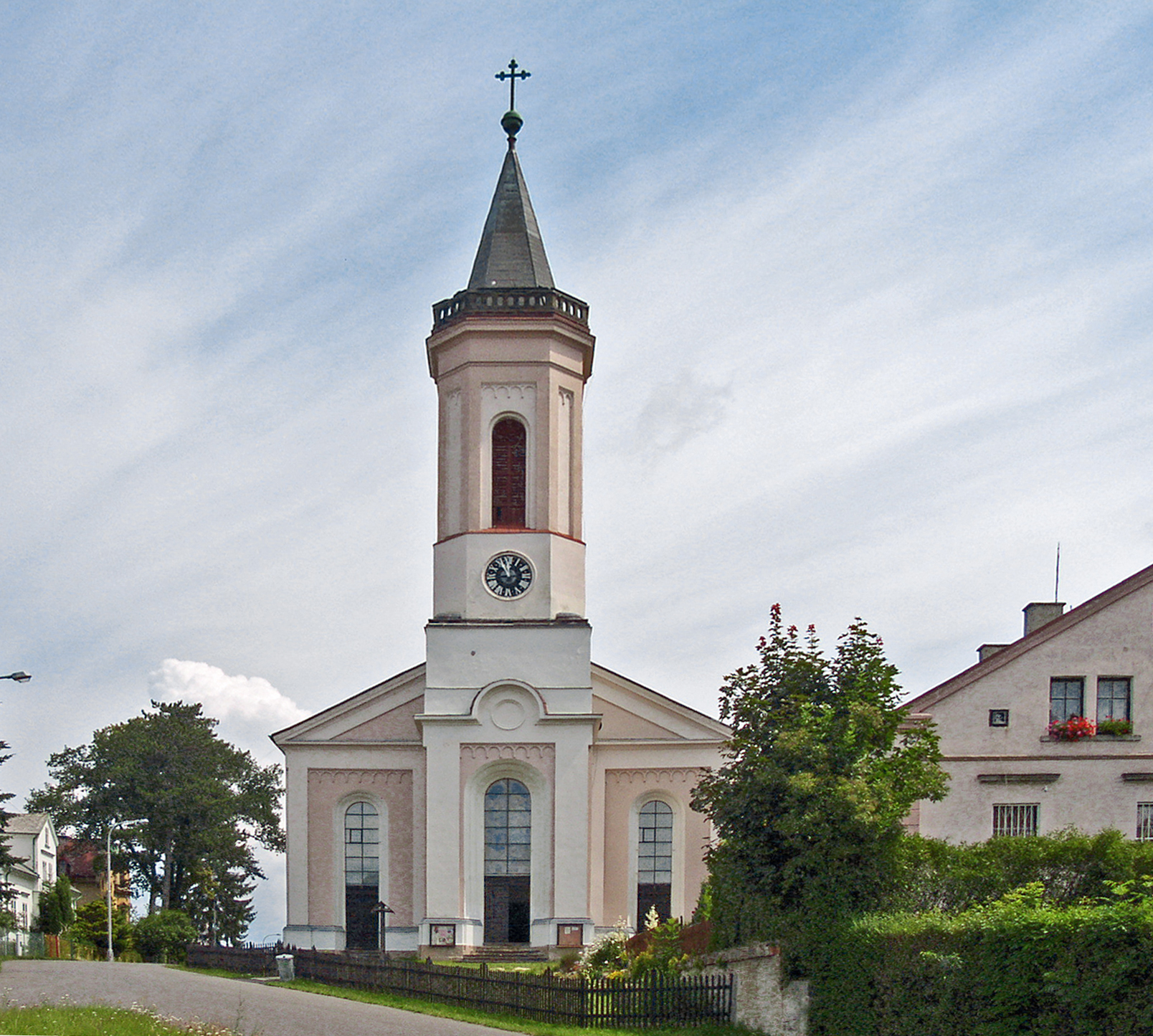
Iglesia de San Carlos
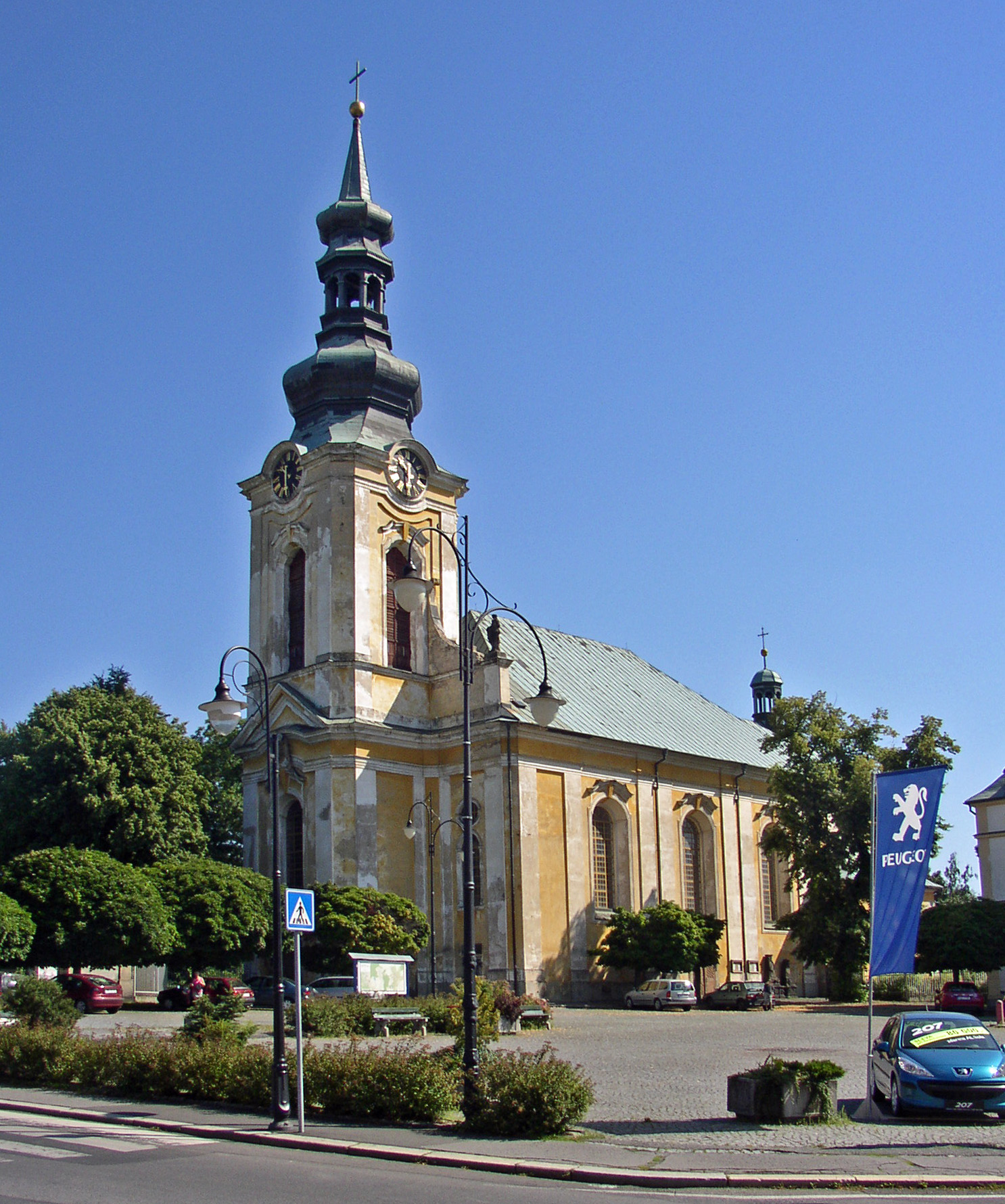
Plaza de la Iglesia de San Pedro y San Pablo

## Demografía
En 1938, tiene lugar la Crisis de los Sudetes. Al año siguiente, la población censada de Varnsdorf ascendía a unos 21.000 habitantes, la mayoría de los cuales eran alemanes sudetes. Con el fin de la Segunda Guerra Mundial y el restablecimiento de Checoslovaquia, los alemanes fueron expulsados y los desplazados fueron parcialmente remplazados con recién llegados. Según el censo de 2001, Varnsdorf contaba con una población de 16.040 habitantes, de los cuales 14.331 declararon tener nacionalidad checa; 638, eslovaca; 397, alemana; 121, polaca; 118, vietnamita; 24, morava; 22, ucraniana; y una persona silesia.